# Hoan Kiem
Hoàn Kiếm (vietnamsko Hồ Hoàn Kiếm, chữ Hán 湖還劍, kar pomeni "Jezero vrnjenega meča" ali "Jezero obnovljenega meča"), znano tudi kot jezero Meč (Hồ Gươm) ali jezero Tả Vọng (Hồ Tả Vọng), je sladkovodno jezero v zgodovinskem središču Hanoja v Vietnamu.
V preteklosti je bilo jezero različno imenovano jezero Luc Thuy (vietnamsko Hồ Lục Thủy, kar pomeni »zeleno vodno jezero« - primerno poimenovano zaradi barve vode) ali jezero Thuy Quan (vietnamsko Hồ Thủy Quân, kar pomeni »mornarsko jezero«). Jezero je ena glavnih slikovitih točk v mestu in služi kot osrednja točka njegovega javnega življenja.

## Zgodovina
Po legendi je cesar Lê Lợi po zmagi nad Kitajsko dinastijo Ming čolnaril po jezeru, ko je bog zlate želve (Kim Qui) prišel na površje in prosil za svoj čarobni meč, Nebeško voljo. Lợi je sklenil, da je Kim Qui prišel po meč, ki ga je njegov gospodar, lokalni bog, Kralj zmajev (Long Vương), dal Lợiju nekoč prej, da bi premagal dinastijo Ming. Cesar je meč vrnil želvi, ko se je končal boj proti Kitajcem. Cesar Lợi je jezero preimenoval v spomin na ta dogodek, od prejšnjega imena Luc Thuy, kar pomeni »zelena voda«. Želvji stolp (Tháp Rùa), ki stoji na majhnem otoku blizu središča jezera, je povezan z legendo. Prvo ime jezera Hoàn Kiếm je Tả Vọng, ko cesar ni vrnil čarobnega meča bogu zlate želve (Cụ Rùa).
V jezeru so že več let opažali velike želve z mehkim oklepom, bodisi vrste Rafetus swinhoei ali posebne vrste, imenovane Rafetus leloi v čast cesarju. Zadnji znani osebek je bil najden mrtev 19. januarja 2016. Ostale so še tri želve vrste R. swinhoei.
Sredi jezera je na otočku majhen tempelj, imenovan Ngoc Son. Tempelj je bil postavljen v 18. stoletju. Posvečen je zlati želvi, ki so jo imeli mnogi kralji za zaščitnico in totem. V templju je spominska soba generalu Tran Hung Dao-u iz 13. stoletja, ki se je odlikoval pri trikratnem premagovanju mongolskih invazij na Vietnam, ter 2,10 m dolga in 250 kg težka preparirana želva, ki so jo našli v jezeru leta 1968. Klasični učenjak Van Xuong in Nguyen Van Sieu, slavni pisatelj in uradnik, sta se lotila popravila templja leta 1864.
Otok je povezan z obalo z lesenim mostom Thê Húc, pobarvanim v živordečo barvo. Ime mostu je poetično prevedeno kot »Ostriž jutranje sončne svetlobe«.
Nedaleč od jezera je tipična severno-vietnamska zanimivost, gledališče vodnih lutk Thang Long. Prve predstave vodnih lutk segajo v 11. stoletje. 
- Most Huc
- Želvji stolp ponoči